# Thyone nigra
Thyone nigra is een zeekomkommer uit de familie Phyllophoridae.
De wetenschappelijke naam van de soort werd in 1915 gepubliceerd door E.C. Joshua & E. Creed.